# Paradecatoma
Paradecatoma is een geslacht van vliesvleugeligen uit de familie Eurytomidae. De wetenschappelijke naam van dit geslacht is voor het eerst geldig gepubliceerd in 1943 door Masi.

## Soorten
Het geslacht Paradecatoma is monotypisch en omvat slechts de volgende soort:
- Paradecatoma bannensis Masi, 1943